# Rajd Safari 1988
Rajd Safari (36. Marlboro Safari Rally) – 36. Rajd Safari rozgrywany w Kenii w dniach 31 marca-4 kwietnia. Była to czwarta runda Rajdowych mistrzostw świata w roku 1988. Rajd został rozegrany na nawierzchni szutrowej. Bazą rajdu było miasto Nairobi. 

## Wyniki końcowe rajdu[1]
| Msc. | Kierowca          | Pilot             | Samochód               | Czas    | Strata   | Grupa | Punkty |
| ---- | ----------------- | ----------------- | ---------------------- | ------- | -------- | ----- | ------ |
| 1    | Miki Biasion      | Tiziano Siviero   | Lancia Delta Integrale | 2:51.04 | 0.0      | A8    | 20     |
| 2.   | Mike Kirkland     | Robin Nixon       | Nissan 200SX           | 3:03.57 | +12:53   | A8    | 15     |
| 3.   | Per Eklund        | Dave Whittock     | Nissan 200SX           | 3:38.26 | +47:22   | A8    | 12     |
| 4.   | Kenneth Eriksson  | Peter Diekmann    | Toyota Supra Turbo     | 3:53.46 | +1:02.42 | A8    | 10     |
| 5.   | Juha Kankkunen    | Juha Piironen     | Toyota Supra Turbo     | 4:16.22 | +1:25.18 | A8    | 8      |
| 6.   | Ian Duncan        | Ian Munro         | Subaru RX Turbo        | 4:28.34 | +1:37.30 | A8    | 6      |
| 7.   | Björn Waldegård   | Fred Gallagher    | Toyota Supra Turbo     | 4:29.31 | +1:38.27 | A8    | 4      |
| 8.   | Rudi Stohl        | Reinhard Kaufmann | Audi Coupé Quattro     | 4:50.09 | +1:59.05 | A8    | 3      |
| 9.   | Peter Bourne      | Rodger Freeth     | Subaru RX Turbo        | 7:23.50 | +4:32.46 | A8    | 2      |
| 10.  | Jim Heather-Hayes | Anton Levitan     | Nissan March Turbo     | 9:25.42 | +6:34.38 | A5/7  | 1      |

## Klasyfikacja po 4 rundach
Tabele przedstawiają tylko pięć pierwszych miejsc.

### Kierowcy
| Lp. | Kierowca       | Pkt |
| --- | -------------- | --- |
| 1   | Miki Biasion   | 40  |
| 2   | Alex Fiorio    | 30  |
| 3   | Markku Alén    | 26  |
| 4   | Stig Blomqvist | 23  |
| 5   | Bruno Saby     | 20  |

### Producenci
| Lp. | Producent | Pkt |
| --- | --------- | --- |
| 1   | Lancia    | 80  |
| 2   | Ford      | 27  |
| 3   | Audi      | 25  |
| 4   | Mazda     | 22  |
| 5   | Nissan    | 17  |